# Vini Vici
Vini Vici é uma dupla israelense de DJs de psytrance originária de Afula. O grupo foi inicialmente formado em 2001 sob o nome Sesto Sento pelos produtores Matan Kadosh, Aviram Saharai e Itai Spector. Spector deixou a formação em 2011. Em 2013, Kadosh e Saharai continuaram suas atividades musicais com o novo nome "Vini Vici".

## Carreira

### Sesto Sento (2001–2013)
A história do Sesto Sento começou em 2001, quando Aviram Saharai e Itai Spector, então colegas de escola com 15 anos, começaram a produzir músicas trance sob esse nome. Pouco depois, Matan Kadosh, com 17 anos, se juntou à dupla. Kadosh já era conhecido como o DJ da escola, e em apenas uma semana, os três criaram o primeiro álbum do grupo "The Inner Light", lançado em 2002.
O álbum Come Together (2006) alcançou o status de Disco de Ouro. Além de seu trabalho como Sesto Sento, o Aviram Saharai e Itai Spector também produziu músicas com uma pegada mais techno sob o nome Ferbi Boys, enquanto Matan Kadosh saiu em carreira solo.
Com o passar do tempo, Itai Spector tornou-se mais religioso, afastando-se gradualmente das apresentações públicas até deixar a banda em 2011 para levar uma vida como judeu ortodoxo.
Após a saída de Spector, o produtor e guitarrista Dror Elkayam entrou para o Sesto Sento, mas também acabou deixando o grupo posteriormente.

### Vini Vici (2013–presente)
Em 2013, Aviram Saharai e Matan Kadosh iniciaram um novo projeto chamado Vini Vici, introduzindo um estilo que mesclava música mundial com psytrance. O sucesso internacional do duo chegou em 2015 com a faixa The Tribe, do álbum de estreia Future Classics. Até 2019, The Tribe acumulava mais de 11 milhões de streams no Spotify, número que já saltou para 22 milhões em 2025.
Outro grande marco veio com o remix de Free Tibet, da banda Hilight Tribe, que ultrapassou 140 milhões de visualizações no YouTube em 2025. Em 2016, Vini Vici colaborou com o produtor holandês Armin van Buuren e a Hilight Tribe na música Great Spirit, que superou um milhão de reproduções na primeira semana. Ainda em 2017, o duo lançou singles como FKD Up Kids e Ravers Army.
Em 2018, o duo lançou seu próprio selo de psytrance, Alteza Records, em parceria com a distribuidora Armada Music. O ano também foi marcado por colaborações de destaque, como 100 com Timmy Trumpet, The House Of House com Dimitri Vegas & Like Mike, e Moshi Moshi com Steve Aoki.
Em 2019, Alteza Records tornou-se um sublabel de Smash The House.

## Discografia

### Álbuns de estúdio

#### Como Sesto Sento
| Título          | Detalhes |
| --------------- | --- |
| The Inner Light | - Lançamento: 25 de fevereiro de 2002 - Gravadora: Nutek Records - Formato: Download digital, Streaming, CD |
| The Bright Side | - Lançamento: 26 de novembro de 2003 - Gravadora: Nutek Records - Formato: Download digital, Streaming      |
| Come Together   | - Lançamento: 28 de fevereiro de 2006 - Gravadora: Nutek Records - Formato: Download digital, Streaming     |
| P.L.U.R         | - Lançamento: 19 de abril de 2012 - Gravadora: Planet B.E.N. Records - Formato: Download digital, Streaming |

##### Como Vini Vici
| Título          | Detalhes                                                                                               |
| --------------- | --- |
| Future Classics | - Lançamento: 27 de abril de 2015 - Gravadora: Iboga Records - Formato: Download digital, Streaming    |
| 11:11           | - Lançamento: 14 de janeiro de 2022 - Gravadora: Alteza Records - Formato: Download digital, Streaming |
| 11:11 Pt2       | - Lançamento: 20 de janeiro de 2023 - Gravadora: Alteza Records - Formato: Download digital, Streaming |